# 429
429 (CDXXIX) je bilo navadno leto, ki se je po julijanskem koledarju začelo na torek.

## Dogodki
- 1. januar

## Rojstva
- - Ču Čungdži, kitajski astronom, matematik, fizik († 501)